# Districte de Thonon-les-Bains
El Districte de Thonon-les-Bains és un dels districtes del departament de l'Alta Savoia, a la regió d'Alvèrnia-Roine-Alps. Té 7 cantons, 68 municipis i té com a cap la sotsprefectura de Thonon-les-Bains.

## Cantons
- cantó d'Abondance
- cantó de Le Biot
- cantó de Boëge
- cantó de Douvaine
- cantó d'Évian-les-Bains
- cantó de Thonon-les-Bains-Est
- cantó de Thonon-les-Bains-Oest